# Sano di Pietro
Pour les articles homonymes, voir Di Pietro et Sano (homonymie).
Ansano di Pietro di Mencio dit Sano di Pietro (Sienne, 1405 ou 1406 -  Sienne, 1481) est un peintre italien  et un enlumineur de l'école siennoise du Quattrocento encore imprégnée de la peinture gothique et assimilée à la pré-Renaissance italienne. Il a été actif pendant environ un demi-siècle pendant la période Quattrocento.
Avec d'autres maîtres du XVe siècle siennois (Giovanni di Paolo, Sassetta, etc.), au début du XXe siècle, il figurait parmi les artistes les plus demandés et les mieux notés sur le marché mondial des œuvres d'art. Aujourd'hui, sa stature apparaît fortement réduite, mais il reste un artiste important dans le panorama de l'école siennoise de son époque.

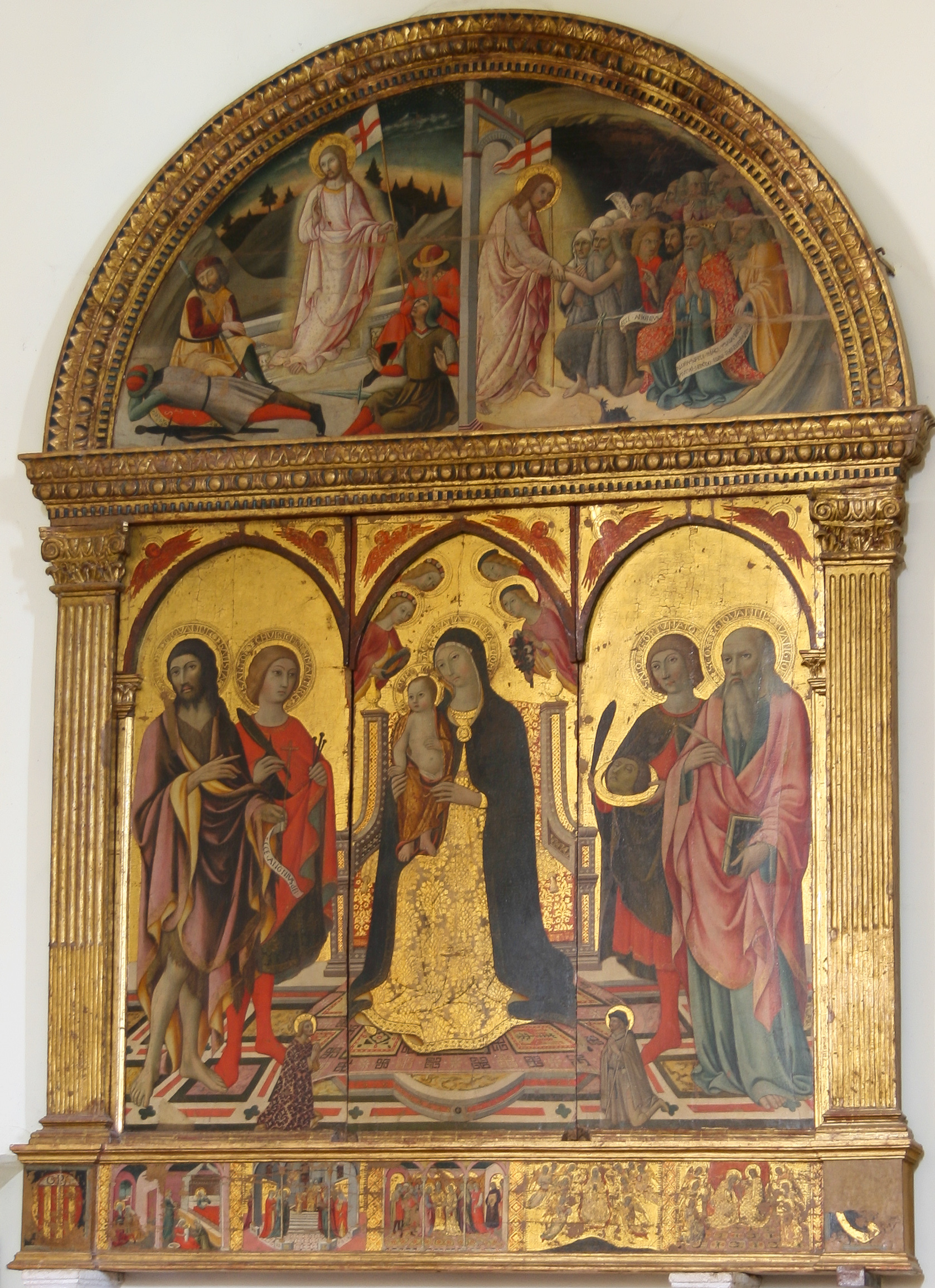
Polyptyque de San Quirico d'Orcia.

## Biographie
Sano est né en 1406. Son nom entre dans la liste des peintres en 1428 où il reste jusqu'à sa mort en 1481. Il n'y a pas d'œuvres documentées de Sano di Pietro di Mencius jusqu'en 1443, date à laquelle il existe un paiement pour la représentation de Frédéric Barberousse dans la Sala della Balia du Palazzo Pubblico de Sienne. Plus tard, dans son œuvre picturale prolifique, se trouvent de nombreuses œuvres signées et datées. Il est maintenant établi que le jeune Sano n'est autre que le Maître de l'Observance, producteur d'œuvres de meilleure qualité avant sa phase mûre, plus faible et répétitive.
Sano semble s'être formé auprès de Sassetta et Giovanni di Paolo. Les œuvres de sa période initiale de production demeurent difficiles à identifier. Après sa formation, il ouvre son propre atelier qui devient florissant et exécute de nombreux retables de la Vierge. Toujours attaché aux traits stylistiques du début du XVe siècle, il se consacre aussi, après 1450, à la miniature, dans laquelle il exprime le mieux « sa veine narrative et descriptive ».
Parmi ses peintures les plus importantes, figure le San Bernardino (huile sur panneau) conservé dans la Pinacothèque San Francesco, abrité dans le cloître de l'église du même nom au Musée civil d'Acquapendente. Autrefois, l'œuvre était conservée sur l'autel de la famille Taurelli dans l'église San Francesco.
Il a l'habitude de signer  « SANIS PETRI DE SENI ».
En plus de son activité de peintre et de la supervision des élèves et des assistants dans son atelier, Sano a également des fonctions civiques à Sienne : en 1431 et 1442, il est le chef du district de San Donato. Il est également été employé comme arbitre ; en 1475, il est appelé à régler un différend entre ses collègues peintres Neroccio di Bartolommeo et Francesco di Giorgio Martini.
C'est cependant en tant que peintre qu'il gagne sa vie. L'atelier qu'il dirige produit un grand nombre d'œuvres d'art. Il n'est pas simplement un peintre de retables, il réalise également des fresques, des miniatures et des reliures de livres. Dans les dernières décennies de sa vie, le canal pictural perd ses excellents niveaux qualitatifs, glissant souvent dans « une religiosité naïve et parfois extérieure ».
Sano meurt en 1481. Son avis de décès est :
Pictor famosus et homo tous deditus Deo
Un peintre célèbre et un homme entièrement dédié à Dieu 

## Critiques

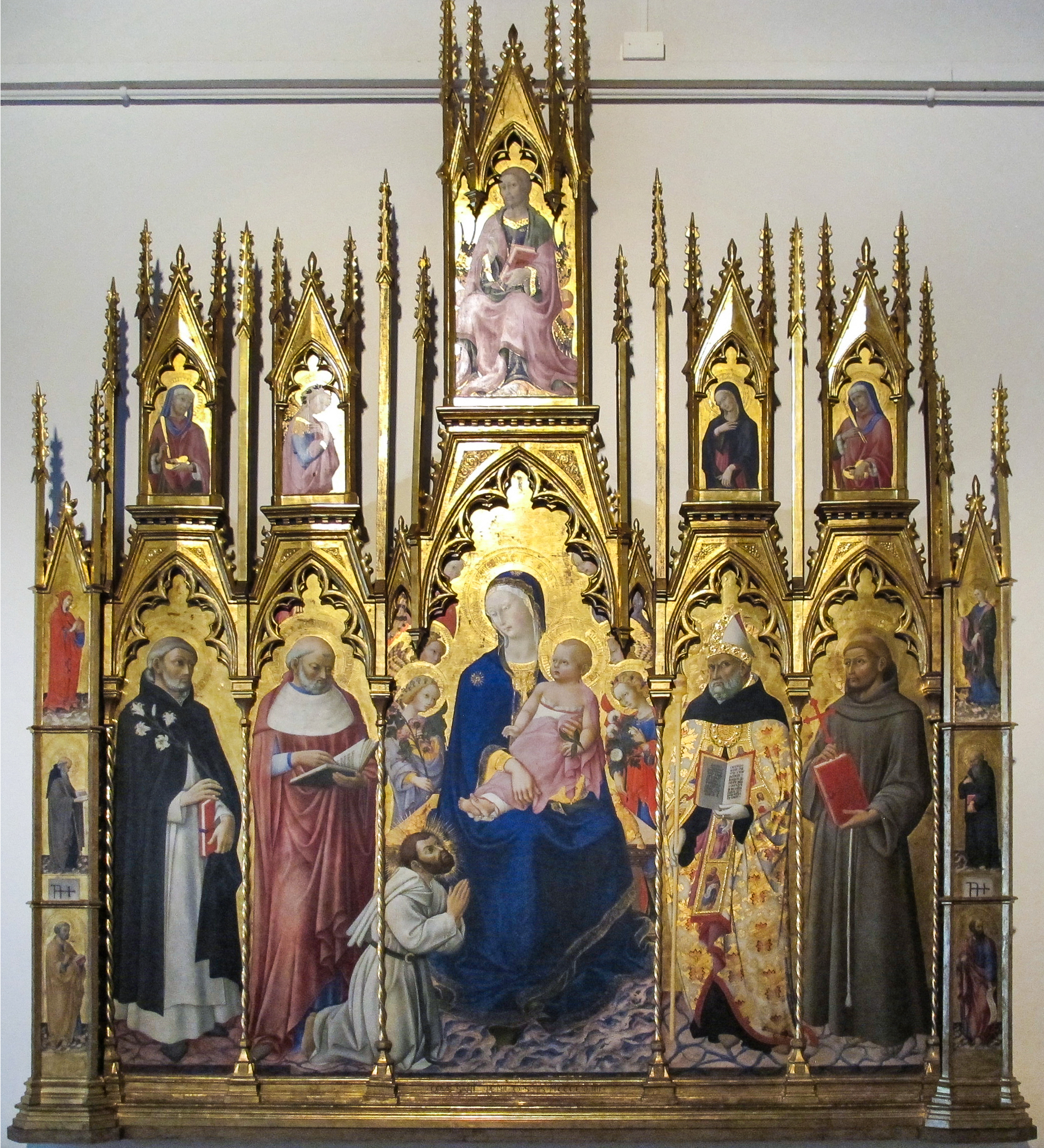
Polyptyque des Gesuati, 1444.

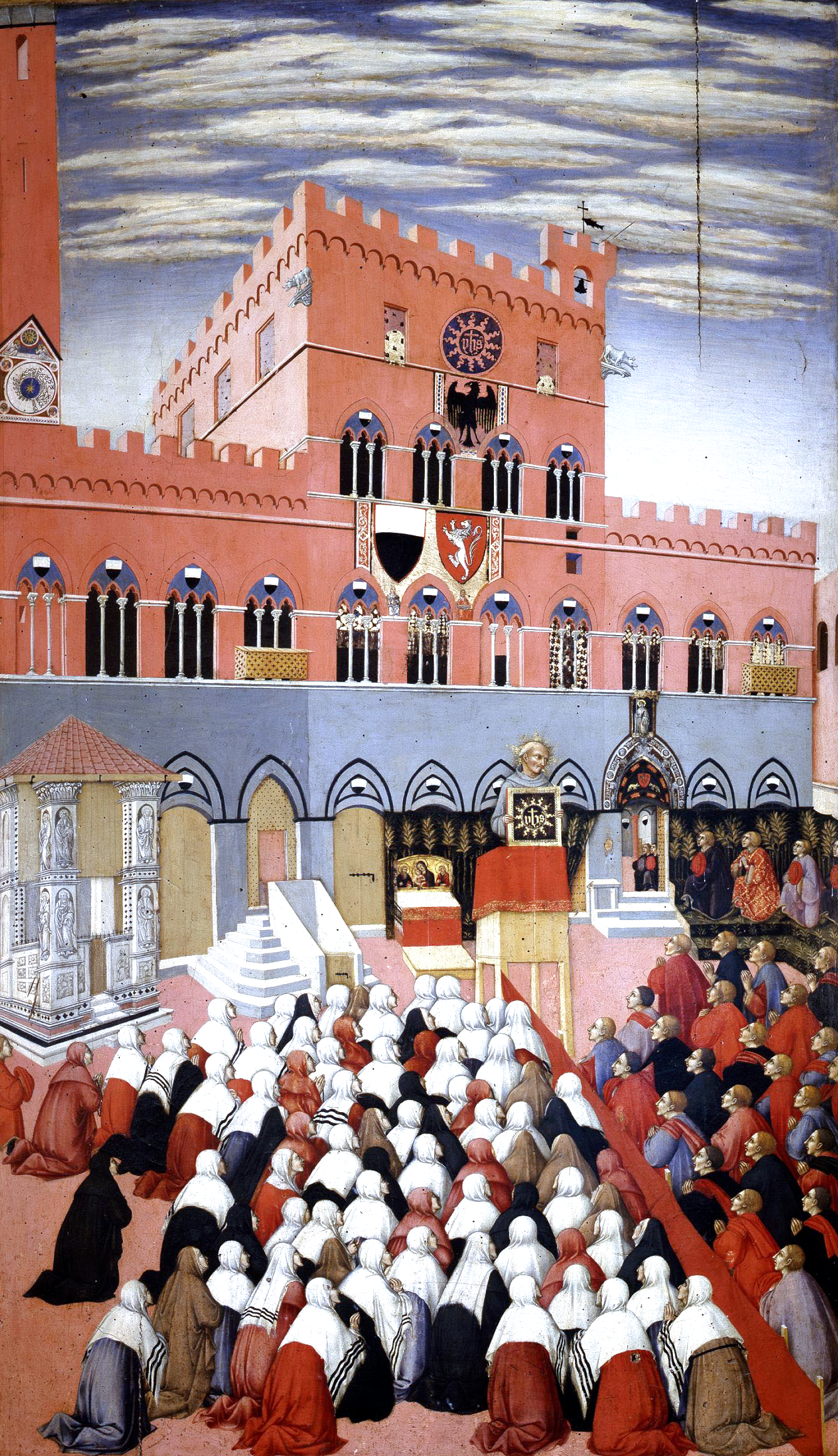
Prédication de saint Bernardin sur le Campo de Sienne.

Au XVe siècle à Sienne, comme ailleurs en Italie et en Europe, le peintre à succès a son propre atelier où il supervise des assistants et des élèves qui l'aident à terminer les commandes qu'il a reçues. Il est révélateur du succès de Sano que plus de 270 de ses œuvres ont survécu. C'est l'un des paradoxes à son propos : en raison de son succès, il est souvent négligé ; beaucoup de critiques disent que trop de ses tableaux se ressemblent. Il est important de se rappeler que le peintre produit ce que le client demande, pas ce qu'il pourrait peindre pour lui-même, et que nombreuses sont les œuvres qui n'ont pas été produites par Sano seul. Dans son Histoire de la peinture siennoise, George Edgall écrit : « Il faut cependant souligner que la monotonie que l'on ressent en regardant des tableaux étiquetés Sano di Pietro est due aux assistants d'atelier. »
Dans son livre Sienese Quattrocento Painting, John Pope-Hennessy approfondit l'argument en faveur de la qualité des peintures de Sano exécutées par lui seul. Il dit que lorsque le spectateur regarde une peinture qui a été attribuée uniquement à di Pietro, on peut voir sa sensibilité et son style.
Sa maîtrise de la couleur n'est pas contestée. Dans une école de peinture réputée pour l'utilisation de la couleur, il se distingue comme l'un des meilleurs. Ce n'est pas simplement le nombre de couleurs qu'il utilise, mais l'interaction subtile entre elles qui fait de lui un maître. Deux de ses toiles montrent non seulement sa maîtrise de la couleur, mais aussi sa diversité en tant qu'artiste.
Le premier est un polyptyque réalisé pour l'église des Gesuati (aujourd'hui à la pinacothèque nationale de Sienne). Cette peinture est considérée par beaucoup comme le chef-d'œuvre de di Pietro. C'est aussi la première pièce qui ne peut être attribuée qu'à lui. C'est une « guerre » de couleurs. La figure centrale de Marie est vêtue d'une robe bleue dont les plis semblent scintiller d'intensité. Cette intensité rayonne à travers les personnages de chaque côté d'elle. La façon dont les couleurs se jouent et se complètent  est particulièrement impressionnante, constituant la marque d'un Maître.
Le deuxième tableau est Saint Bernardin prêchant dans le Campo de Sienne. En 1425, saint Bernardin donne sept sermons par jour pendant sept semaines sur la place de la ville (Campo) de Sienne. Sano commémore cet événement dans une peinture qui représente une vaste foule au centre de la ville, si grande qu'elle semble sortir du bord du tableau lui-même. Le rouge des vêtements du public semble se rapprocher du rose du bâtiment. Au lieu de se heurter, les deux couleurs se complètent. Les couleurs chaudes sont équilibrées par les bleus du ciel et de la verrière qui coupent tous deux la peinture en deux, exercice d'équilibre délicat parfaitement exécuté.

## Œuvres

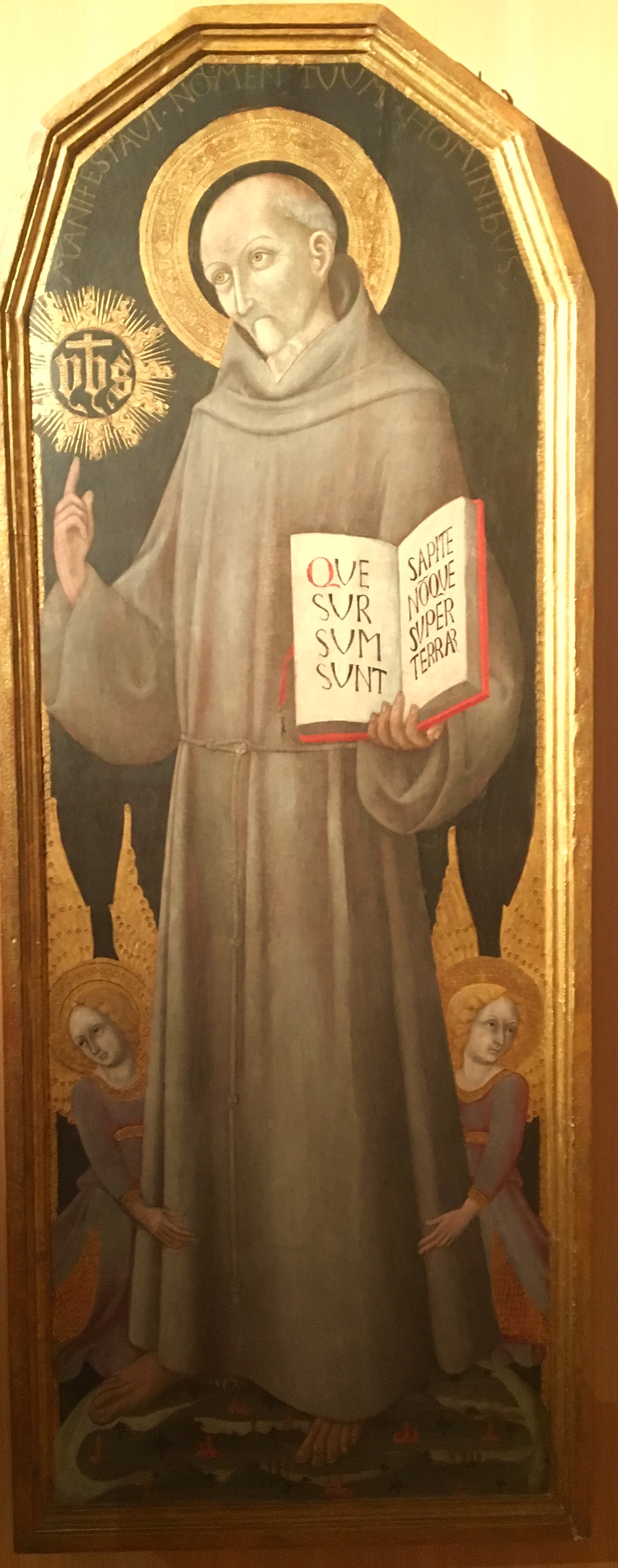
Saint Bernardin, huile sur toile, vers 1450/1460, Pinacothèque San Francesco, musée civil d'Acquapendente.

- Nativité de la Vierge (1347-1439), polyptyque, musée d'art sacré, Asciano.
- Prédication de saint Bernardin (1445), plusieurs panneaux en tempera, 162 × 102 cm, dont deux au Museo dell'Opera Metropolitana del Duomo, Sienne
- Sainte Agathe (vers 1445-1450), 30 × 11 cm, musée de Tessé, Le Mans
- Retable de San Giacomo - Madonna in trono con Bambino ed i santi Maddalena, Filippo, Giacomo ed Anna, dôme de Pienza
- Retable de Saint Bernardin de Sienne, palais municipal de San Bernardino, Tivoli
- Adoration des bergers et Fuite en Égypte, musées du Vatican
- Polyptyque de San Quirico d'Orcia (La Vierge à l'Enfant avec des anges et les saints Jean-Baptiste, Quirico martyr, Fortuné et Jean évangéliste...), collégiale de San Quirico d'Orcia.
- Déploration sur le Christ mort avec la Vierge, saint François, saint Antoine de Padoue et deux anges, tempera sur toile, 108,5 × 115,5 cm, Monte dei Paschi di Siena
- Le Couronnement de la Vierge avec saint Bernardin et sainte Catherine de Sienne, Palazzo Pubblico, Sienne
- La Décollation de saint Jean-Baptiste
- Vierge à l'Enfant avec saint Jérôme, saint Bernardin et des anges, Art Institute of Chicago[11]
- Vierge et Enfant, Detroit Institute of Arts[12]
- Madonna del pilastro, Dôme de Montepulciano
- Musée du Petit Palais (Avignon) :
  - Saint Jérôme[13],
  - Saint Barthélemy[14],
  - L'Ange de l'Annonciation.
- La Vierge à la cerise, Aléria
- Crucifix de la basilique San Domenico de Sienne
- Il est également un des peintres de tavolette di Biccherna dont les œuvres sont conservées dans la partie muséale des archives d'État de Sienne :
  - Le camerlingue s'en lave les mains pendant que la Vierge protège Sienne  (1451) ; tablette de peuplier de 51 × 33 cm ;  no 46 de la collection des archives de l'État de Sienne[15], attribuée par Bernard Berenson.
  - La Sagesse émanant de Dieu (1471) ; tablette de peuplier de 40 × 31 cm, peinte en tempera et or sur incises ;  no 53 de la collection[16].
  - Mariage patricien (scène de mariage d'un noble siennois) (1473) ; tablette de peuplier de 53 × 38 cm, peinte en tempera et or sur incises ;  no 54 de la collection[17].
- Plusieurs enluminures lui sont attribuées :
  - Antiphonaire, Pienza, musée diocésain, ms A.I
  - Psautier de Monte Oliveto Maggiore, Chiusi, Museo della Cattedrale, codice V
- Saint François d'Assise recevant les stigmates, bois, 21 × 51 cm, musée d'Arts de Nantes[18],[19]
- À la National Gallery of Art de Washington, issues de la collection Kress :
  - Vierge à l'Enfant avec les saints Jérôme, Bernardin et des anges[20]
  - Crucifixion[21]
  - d'autres œuvres non fermement attribuées (Maître de l'Observance)
- Au Metropolitan Museum of Art de New York :

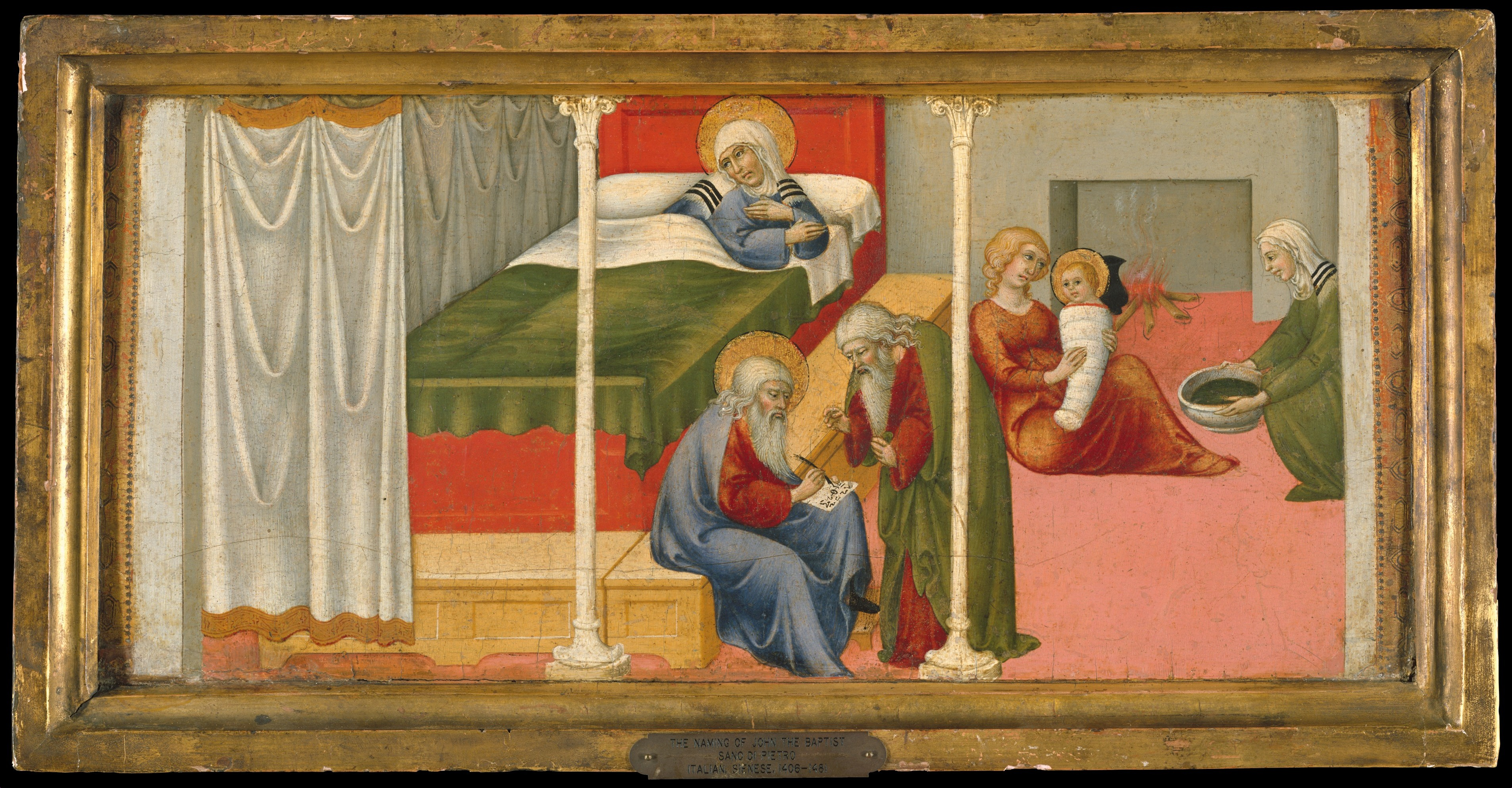
La Naissance et le Baptême de saint Jean-Baptiste (vers 1450-1460).
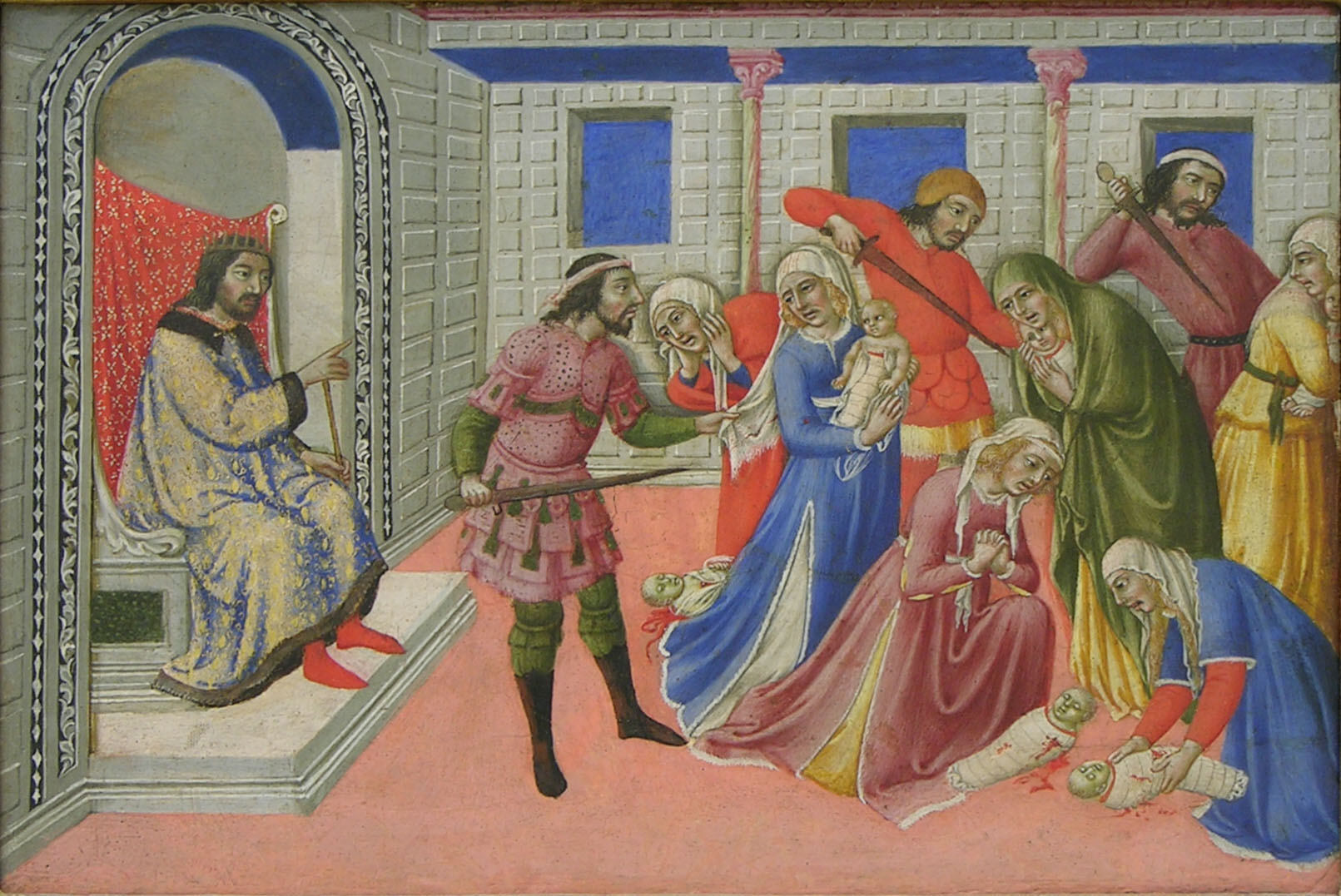
Le Massacre des Innocents (1470).

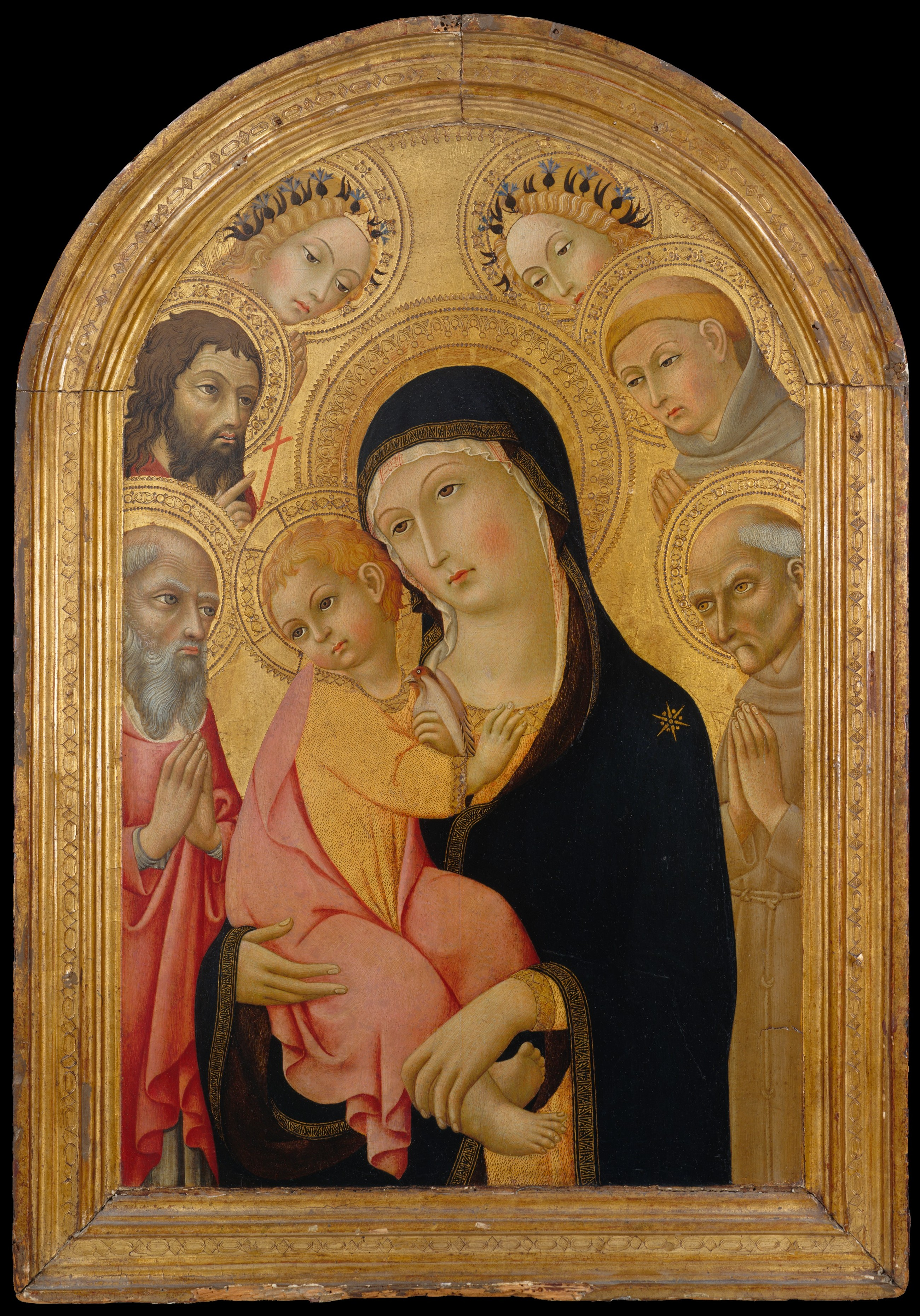
Vierge à l’Enfant, avec les saints Jérôme, Bernardin, Jean-Baptiste, Antoine de Padoue, et deux anges (vers 1465-1470).
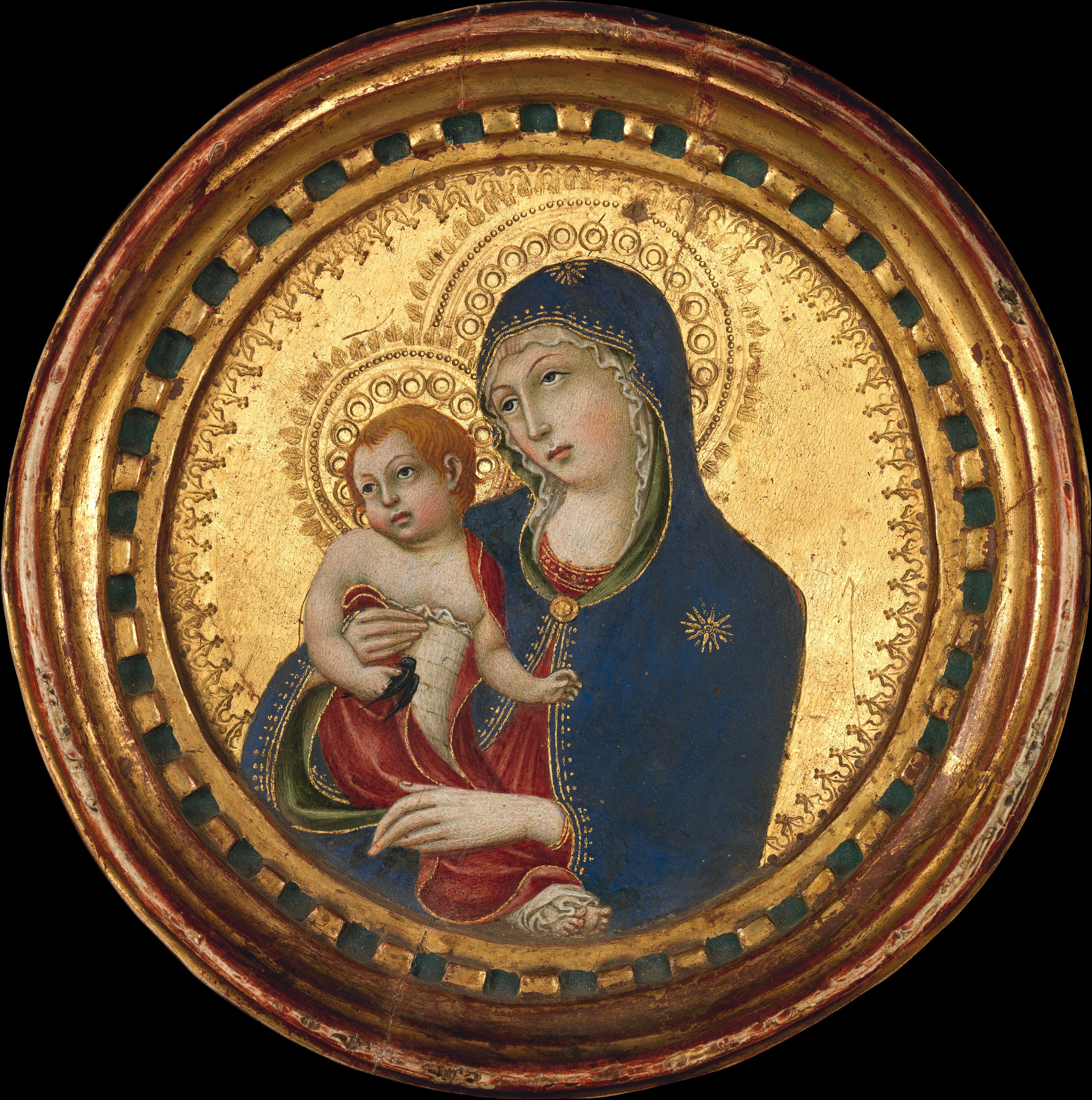
Vierge à l’Enfant (milieu du XVe siècle).
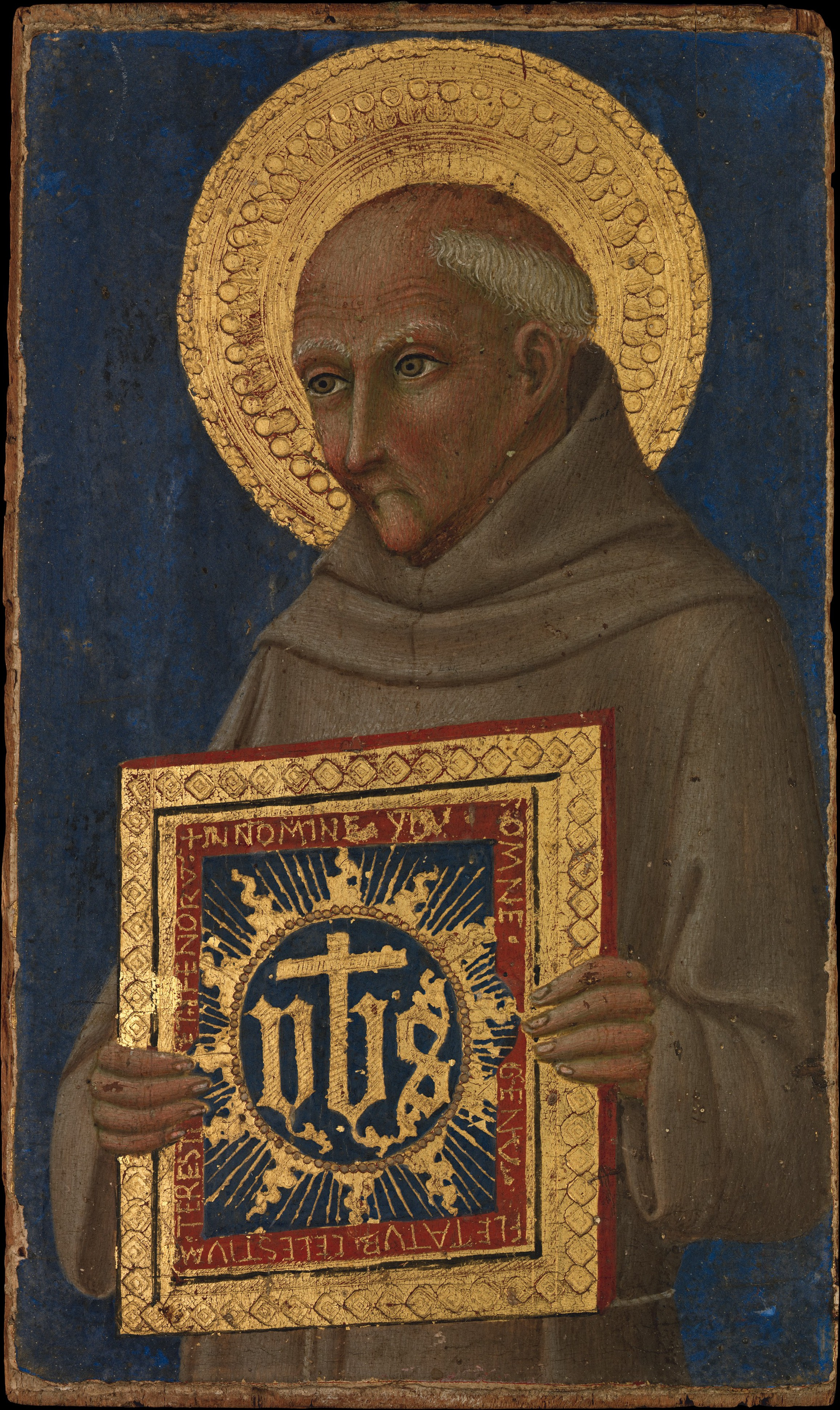
Saint Bernardin (vers 1460-1470).

- Polittico dei Gesuati (polyptyque dispersé) :
  - Panneau principal de la Vierge entouré de saints, pinacothèque nationale de Sienne.
  - Prédelle des Scènes de la vie de saint Jérôme, 1444, cinq panneaux, 23 × 35 cm, musée du Louvre, Paris[22].

## Sources
- (es) Cet article est partiellement ou en totalité issu de l’article de Wikipédia en espagnol intitulé « Sano di Pietro » (voir la liste des auteurs).

- (en) Cet article est partiellement ou en totalité issu de l’article de Wikipédia en anglais intitulé « Sano di Pietro » (voir la liste des auteurs).

- (it) Cet article est partiellement ou en totalité issu de l’article de Wikipédia en italien intitulé « Sano di Pietro » (voir la liste des auteurs).